# صناعات إيفونيك
صناعات إيفونيك أيه جي هي شركة ألمانية مدرجة في البورصة للمواد الكيميائية المتخصصة ومقرها في إيسن ، شمال الراين وستفاليا ، ألمانيا. وهي ثاني أكبر شركة للمواد الكيميائية في ألمانيا،  وواحدة من أكبر شركات المواد الكيميائية المتخصصة في العالم. وهي مملوكة في الغالب لمؤسسة راج وتم تأسيسها في 12 سبتمبر 2007 نتيجة لإعادة هيكلة مجموعة التعدين والتكنولوجيا راج .
قامت شركة صناعات إيفونيك بتوحيد مجالات أعمال المواد الكيميائية والطاقة والعقارات في راج، بينما تستمر راج في تنفيذ عمليات التعدين. ومنذ ذلك الحين، تم التجريد من مجالات أعمال الطاقة والعقارات، مع عدم الاحتفاظ بأي حصة في الأولى وما زالت حصة الأقلية مملوكة في الأخيرة. تحقق أعمالها في مجال المواد الكيميائية المتخصصة حوالي 80% من المبيعات في المناطق التي تحتل فيها مكانة رائدة في السوق. توظف شركة إيفونيك للصناعات حوالي 37000 موظف وينفذ الأنشطة في أكثر من 100 بلدان. يتم تنظيم الأنشطة التشغيلية في ست وحدات عمل تشكل جزءًا من مجال أعمال المواد الكيميائية. إيفونيك هي الراعي الرئيسي لنادي بوروسيا دورتموند الألماني لكرة القدم .

## أنظر أيضاً
- راج ايه جي

## روابط خارجية
- موقع Evonik Industries نسخة محفوظة 26 June 2009 على موقع واي باك مشين.  </link>